# Rudersdals kommun
Rudersdals kommun är en kommun i Region Hovedstaden i Danmark.  Kommunen ligger norr om Köpenhamn, inom Hovedstadsregionen. Ytan är 73,8 km². Invånarantalet är 53 910 (2007). Kommunens huvudort är Holte.
Kommunen bildades 2007 genom sammanslagning av Birkerøds kommun och Søllerøds kommun.

## Stadsdelar
Kommunen indelas i fjorton stadsdelar,  bydelsdistrikter.
| Bydelsdistrikt     |                     |
| Namn               | Invånare 1 jan 2017 |
| Birkerød Vest      | 7 003               |
| Birkerød Øst       | 5 098               |
| Bistrup            | 4 973               |
| Brådebæk-Sandbjerg | 1 417               |
| Gammel Holte       | 3 848               |
| Holte              | 10 729              |
| Høsterkøb          | 1 184               |
| Kajerød            | 3 594               |
| Nærum              | 5 378               |
| Rude Skov          | 18                  |
| Skodsborg          | 1 249               |
| Søllerød           | 3 795               |
| Trørød             | 4 606               |
| Vedbæk             | 3 136               |

## Vänorter
| Norge   | Asker, Norge       |
| Sverige | Eslöv, Sverige     |
| Island  | Garðabær, Island   |
| Finland | Jakobstad, Finland |